# بير مراد
بير مراد هي قرية في مقاطعة أرومية، إيران. عدد سكان هذه القرية هو 154 في سنة 2006.